# Miltochrista sequens
Miltochrista sequens är en fjärilsart som beskrevs av Walker 1862. Miltochrista sequens ingår i släktet Miltochrista och familjen björnspinnare. Inga underarter finns listade i Catalogue of Life.